# Carsten Tank Nielsen
Pour les articles homonymes, voir Nielsen.
Carsten Tank Nielsen (18 décembre 1818 – 1er août 1892) est un fonctionnaire norvégien. Il est le premier dirigeant du Télégraphe Norvégien (maintenant Telenor) de 1854 jusqu'à sa mort en 1892. Avec sa femme Alvilde Olsen (1821–1890) ils sont les parents de l'historien et politicien, Yngvar Nielsen,,,.